# Дашков, Александр Алексеевич
Александр Алексеевич Дашков — советский специалист в области баллистического обеспечения и проектирования межпланетных космических аппаратов, кандидат технических наук, инженер-проектант ОКБ-1, преподаватель Московского физико-технического института, популяризатор космонавтики.

## Биография
Александр Алексеевич Дашков родился 12 июня 1925 года в городе Орехово-Зуево Московской губернии.
В детстве получил серьезную травму ноги. Когда началась Великая Отечественная война, был освобождён от службы по инвалидности.
В 1950 году окончил Механико-математический факультет МГУ имени М.В. Ломоносова по специальности «научный работник в области механики».
После обучения по распределению он был направлен в Управление реактивного вооружения Главного артиллерийского управления Военного министерства СССР для работы в должности военного представителя в Особом конструкторском бюро ОКБ-1, под руководством Сергея Павловича Королёва.  Группа вела анализ проектов и отчётов, контроль аэродинамических, статических и динамических испытаний ракет и агрегатов.
В августе 1957 года, после личного знакомства с М. К. Тихонравовым Дашков перешёл к нему в отдел НИИ-4 начальником проектного отдела № 9. Там он принимал участие в создании методов проектно-баллистических расчётов траекторий полёта к Луне, Марсу и Венере, принимал участие в проектировании тяжёлого межпланетного космического корабля, решении вопросов баллистического обеспечения, нагрузок и разделения пилотируемых космических кораблей во время спуска на Землю.
Александр Алексеевич Дашков совместно с инженерами-проектантами ОКБ-1 Глебом Юрьевичем Максимовым и Вячеславом Васильевичем Ивашкиным разработал схему мягкой посадки на Луну для АМС Луна-9
В течение 20 лет читал курс «Проектирование межпланетных траекторий» в МФТИ. Защитил кандидатскую диссертацию.
Впоследствии Дашков работал в Центре управления космическими полётами, где являлся начальником лаборатории, и занимался задачами проектной баллистики для разработки современных космических систем.
В 1990-х годах занимался популяризацией космонавтики в качестве общественной деятельности.
Скончался 5 марта 2005 года. Похоронен в селе Иванисово Ногинского района Московской области на Иванисовском кладбище № 1.

## Награды и титулы
Александр Алексеевич Дашков был избран Почётным членом Российской Академии космонавтики имени К.Э.Циолковского.
- медаль имени К. Э. Циолковского
- медаль имени С. П. Королёва
- медаль имени Ю. А. Гагарина